# South Blooming Grove
South Blooming Grove – wieś w Stanach Zjednoczonych, w stanie Nowy Jork, w hrabstwie Orange.